# Premio Mazatlán de Literatura
El Premio Mazatlán de Literatura es un galardón nacional de literatura instituido por el estado de Sinaloa. Fue fundado en 1964, por el escritor, periodista, intelectual y filántropo mazatleco Antonio Haas, quien convocó a Francisco Rodolfo Álvarez y Raúl Rico Mendiola, para unirse a él en una propuesta al entonces gobernador de Sinaloa Leopoldo Sánchez Celis, para crear este premio literario nacional, a fin de distinguir la mejor obra publicada en México el año anterior. Otorgado por primera vez al año siguiente de instituido, el premio se entrega normalmente en el marco del carnaval de la ciudad de Mazatlán, incluyendo los Juegos Florales (la excepción fue en el año 1994).
La primera etapa del premio, que había contado con el apoyo del Instituto Nacional de Bellas Artes (INBA), se cerró en 1972 cuando el escritor Carlos Fuentes renunció al galardón en protesta por la política del gobierno estatal contra el movimiento estudiantil de la Universidad Autónoma de Sinaloa (UAS). Interrumpido durante una década, se consiguió reanudarlo en 1984 gracias a los esfuerzos de Don Antonio Haas con la ayuda de Raúl Rico. A partir de entonces, el premio ya no contó con el respaldo del INBA, sino solo con el del gobierno estatal, al que en 1996 se le unió la UAS, año desde el cual se entrega en la Velada de las Artes dentro de las legendarias y tradicionales festividades carnavalescas de la ciudad de Mazatlán. Es convocado por el ayuntamiento de Mazatlán.

## Premiados
| Año         | Ganador                            | Obra                                                                         |
| ----------- | ---------------------------------- | ---------------------------------------------------------------------------- |
| 1965        | José Gorostiza                     | El conjunto de su obra.                                                      |
| 1966        | Ricardo Garibay                    | Beber un cáliz                                                               |
| 1967        | Marco Antonio Montes de Oca        | Fuentes Legendarias                                                          |
| 1968        | Jaime Torres Bodet                 | Rubén Darío                                                                  |
| 1969        | Fernando Benítez                   | Los indios de México                                                         |
| 1970        | Gastón García Cantú                | El socialismo en México                                                      |
| 1971        | Elena Poniatowska                  | Hasta no verte, Jesús mío                                                    |
| 1972        | Carlos Fuentes (Rechazó el premio) | Tiempo Mexicano                                                              |
| 1973 - 1983 | No se entregó.                     | No se entregó.                                                               |
| 1984        | Luis Spota                         | Paraíso 25                                                                   |
| 1985        | Octavio Paz                        | Hombres en su siglo                                                          |
| 1986        | Ángeles Mastretta                  | Arráncame la vida                                                            |
| 1987        | Vicente Leñero                     | Puros cuentos                                                                |
| 1988        | Fernando del Paso                  | Noticias del Imperio                                                         |
| 1989        | Carlos Monsiváis                   | Escenas de pudor y liviandad                                                 |
| 1990        | Ramón Xirau                        | Antología                                                                    |
| 1991        | José Luis Martínez Rodríguez       | Hernán Cortés                                                                |
| 1992        | Luis Cardoza y Aragón              | Miguel Ángel Asturias, casi novela                                           |
| 1993        | Elena Poniatowska                  | Tinísima                                                                     |
| 1994        | Julio Travieso                     | El polvo y el oro                                                            |
| 1995        | Adolfo Castañón                    | La gruta tiene dos entradas                                                  |
| 1996        | Jaime Sabines                      | Pieces of shadow                                                             |
| 1997        | Sergio Pitol                       | El arte de la fuga                                                           |
| 1998        | Héctor Aguilar Camín               | Un soplo en el río                                                           |
| 1999        | José Emilio Pacheco                | Álbum de Zoología                                                            |
| 2000        | Enrique Serna                      | El seductor de la patria                                                     |
| 2001        | Juan Villoro                       | Efectos personales                                                           |
| 2002        | José de la Colina                  | Libertades imaginarias                                                       |
| 2003        | Jorge López Páez                   | Antología                                                                    |
| 2004        | Ignacio Solares                    | No hay tal lugar                                                             |
| 2004        | Juan José Rodríguez Ramos          | Mi nombre es Casablanca                                                      |
| 2005        | José Agustín                       | Vida con mi viuda                                                            |
| 2006        | Emmanuel Carballo                  | Diario público 1966-1968                                                     |
| 2007        | Ignacio Padilla                    | La gruta del toscano                                                         |
| 2008        | Mario Bellatín                     | El gran vidrio                                                               |
| 2009        | Jorge Volpi                        | Mentiras contagiosas                                                         |
| 2010        | Francisco Hernández Pérez          | La isla de la breves ausencias                                               |
| 2011        | Hugo Hiriart                       | El arte de perdurar                                                          |
| 2012        | David Martín del Campo             | Las siete heridas del mar                                                    |
| 2013        | Jaime Labastida                    | En el Centro del año                                                         |
| 2014        | Rafael Pérez Gay                   | El cerebro de mi hermano                                                     |
| 2015        | Gonzalo Celorio                    | El metal y la escoria                                                        |
| 2016        | Carlos Tello Díaz                  | Porfirio Díaz su vida y su tiempo. La guerra (1830-1867)                     |
| 2017        | Guillermo Arriaga                  | El salvaje                                                                   |
| 2018        | Alberto Ruy Sánchez                | Los sueños de la serpiente                                                   |
| 2019        | Guillermo Fadanelli                | El conjunto de su obra                                                       |
| 2020        | Ernesto Lumbreras                  | Un acueducto infinitesimal                                                   |
| 2021        | Malva Flores                       | Estrella de dos puntas. Octavio Paz y Carlos Fuentes. Crónica de una amistad |
| 2022        | Cristina Rivera Garza              | El invencible verano de Liliana                                              |
| 2023        | David Toscana                      | El peso de vivir en la tierra                                                |
| 2024        | Elsa Cross                         | Isla Negra                                                                   |